# Паттон, Питер
Бетьюн Майнет «Питер» Паттон (англ. Bethune Minet "Peter" Patton, 5 марта 1876, Лондон — 1939) — хоккейный функционер, президент ЛИХГ (1914), президент Британской хоккейной ассоциации; хоккеист (защитник, позже вратарь). Майор британской армии.
Как игрок — чемпион Европы 1910 года в составе команды Великобритании, капитан команды, защитник. Также был запасным вратарём британцев на Олимпийских играх 1924 (команда стала бронзовым призёром Игр, однако не игравший Паттон не числится в списке призёров).
25 февраля 1914 года на VII Конгрессе в Берлине подал в отставку президент ЛИХГ Генри ван ден Булке (англ. Henri van den Bulcke). На освободившуюся должность был избран Луи Магнус (англ. Louis Magnus). Однако, не встретил поддержки своей программы, он тут же подал в отставку. Исполняющим обязанности президента ЛИХГ был назначен Б. М. «Питер» Паттон. Созванный в тот же день заново съезд переизбрал на должность президента ЛИХГ Генри ван ден Булке.
В 2002 году был введен в Зал славы ИИХФ.